# Gillis Coignet

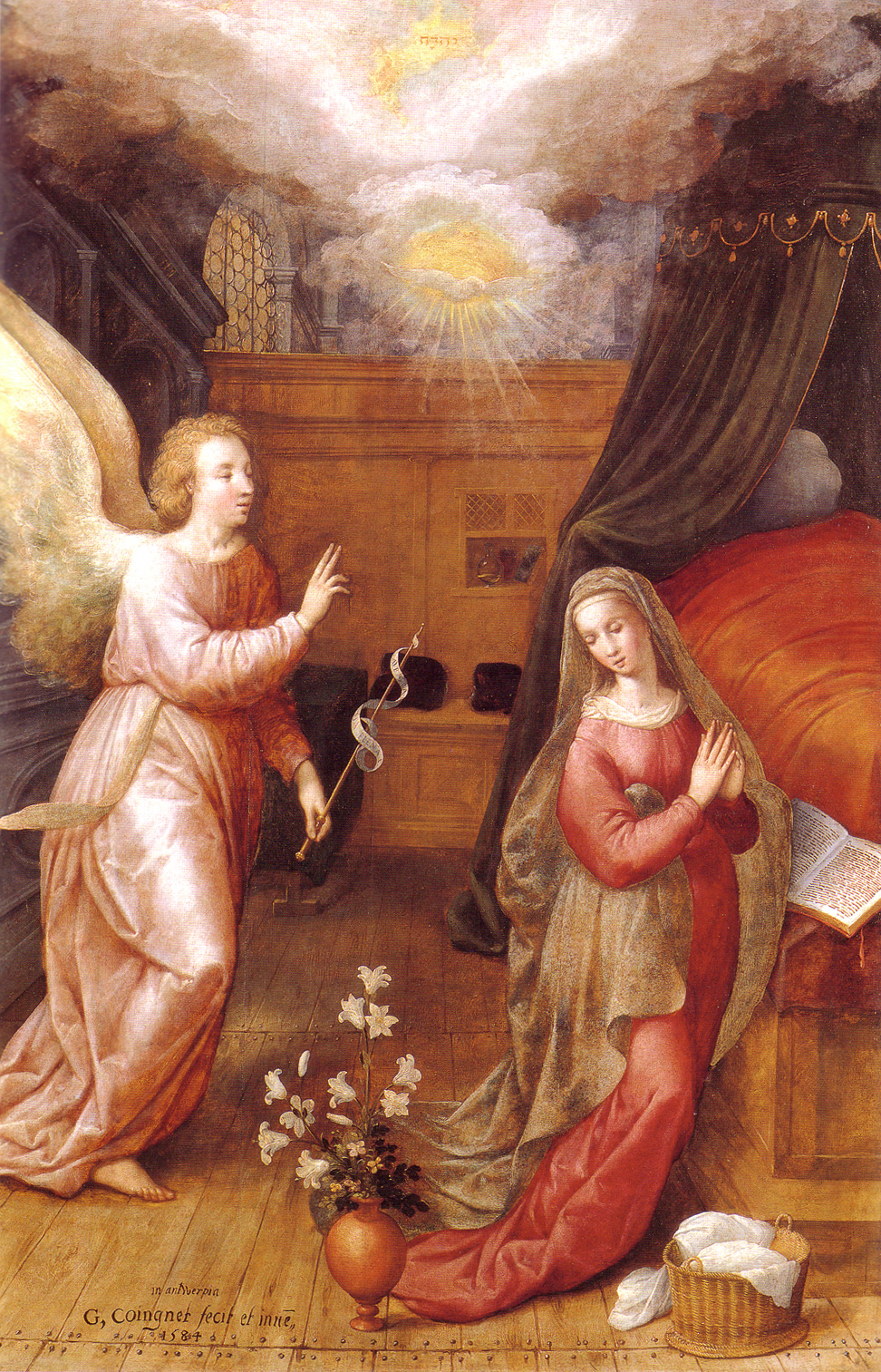
Verkündigung an Maria (1584), signiert und datiert unten links

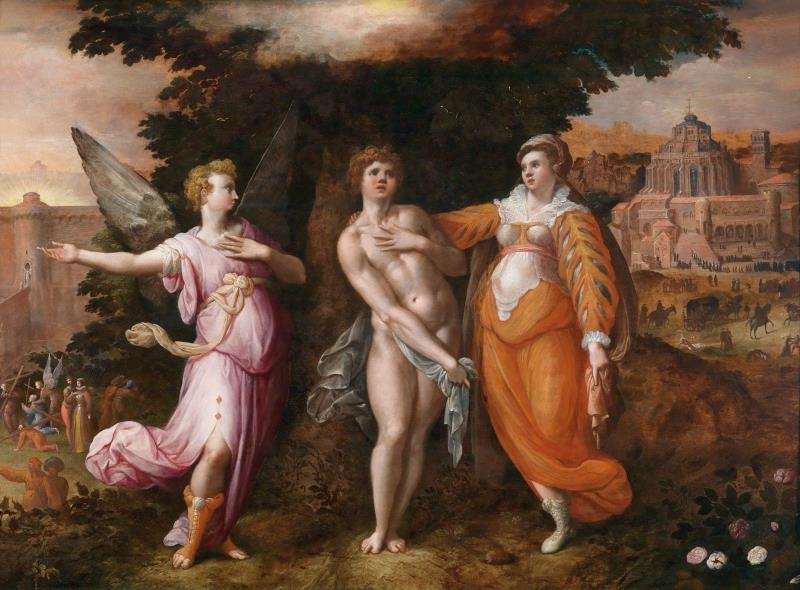
Allegorie des christlichen Lebens (1589), signiert und datiert u. r.

Gillis Coignet (auch Aegidius Congnet etc.; * um 1542 in Antwerpen; † 1599 in Hamburg) war ein flämischer Renaissance-Maler biblischer und mythologischer Sujets, der gegen Ende seines Lebens auch in Hamburg gelebt und gearbeitet hat.

## Leben
Gillis Coignet wurde in Antwerpen als Sohn eines Instrumentenbauers geboren. Im Jahr 1561 wurde er in die Lukasgilde aufgenommen. Zwei Jahre später trat er in die Künstlerwerkstatt von Lambert Wenslyns ein. In der zweiten Hälfte der 1560er Jahre unternahm er eine längere Reise nach Italien, die ihn bis nach Sizilien führte. Im Jahr 1570 war er wieder in Antwerpen und leitete eine Werkstatt. Er schloss sich dem Luthertum an und im Jahr 1586 übersiedelte er in das insgesamt tolerantere Amsterdam, doch weitere Dispute (vor allem mit Calvinisten) veranlassten ihn im Jahr 1593 zur Übersiedlung nach Hamburg, wo er sechs Jahre später verstarb.

## Werk
Geprägt durch seinen Italien-Aufenthalt ist sein Malstil italienisch beeinflusst. Ein Teil seiner Werke ist signiert, doch zahlreiche Bilder sind Zuschreibungen.